# Belley
Belley je francouzská obec v departementu Ain v regionu Auvergne-Rhône-Alpes. V roce 2009 zde žilo 8 749 obyvatel. Je centrem arrondissementu Belley a sídlí zde také belleysko-arská diecéze.